# Bartofil Distribuidora
Bartofil Distribuidora é uma rede atacadista brasileira fundada em 1946, com sede em Ponte Nova, Minas Gerais. A empresa cresceu como distribuidora regional e, posteriormente, nacional, tornando-se uma das principais do setor no país. Atualmente, atua em 22 estados e possui centros de distribuição em diversas cidades do Brasil, destacando-se como uma das maiores distribuidoras atacadistas do país.  Seu portfólio reúne dezenas de milhares de itens em categorias como materiais de construção, ferramentas, produtos agropecuários e pet shop, artigos para casa e escritório, esporte e lazer. A distribuição é realizada por meio de representantes comerciais regionais, televendas, vendas pela internet e lojas de atacado (cash & carry), contando ainda com uma ampla malha de transportadores parceiros. O público-alvo da Bartofil são empresas (vendas B2B).

## História
A Bartofil foi fundada em outubro de 1946 por Francisco 'Chiquinho' Bartolomeu, dois de seus cunhados e seu filho, Antônio Bartolomeu, em Ponte Nova, como um pequeno comércio local, denominado “Belico, Bartolomeu & Cia”. Após cerca de um ano, a sociedade foi reestruturada: os dois cunhados de Francisco saíram, enquanto seu irmão, Miguel Bartolomeu, assumiu parte do negócio. Assim, a empresa se tornou “Miguel Bartolomeu e irmão”. 
Em 1949, os irmãos Francisco e Miguel decidiram tomar rumos diferentes, dividido a empresa em duas: “Bartolomeu Cordeiro e Filhos”, atualmente chamada “Bartofil Distribuidora”, e “Casas Miguel Bartolomeu”, atualmente conhecida como “Tambasa Atacadistas”. 
A empresa cresceu rapidamente adotando o modelo atacadista, vendendo em grandes quantidades para outros comerciantes da região. Na década de 1960, passou a operar com logística terceirizada, abrindo mão da frota própria.
Nos anos 1980, com o nome Bartofil Indústria e Comércio Ltda, modernizou-se com sistemas informatizados de gestão. A expansão nacional começou com o fortalecimento das operações no Sudeste e, mais tarde, com a inauguração de centros de distribuição no Nordeste. Em 2018, foi inaugurado o Centro de Distribuição de Feira de Santana (BA).
Em 2025, dois importantes marcos ocorreram: a inauguração do Centro de Distribuição de Campina Grande (PB) e o anúncio de um novo Centro de Distribuição em Davinópolis (MA), próximo a Imperatriz.
A empresa continua sob gestão da família Bartolomeu, que tem atuado por quatro gerações.

## Estrutura e operações
A sede da Bartofil está localizada em Ponte Nova (MG), onde também opera seu maior centro de distribuição. Seus CDs estão em:
- Ponte Nova (MG) – sede administrativa e principal CD;
- Feira de Santana (BA) – CD regional, inaugurado em 2018, com aproximadamente 29.000 m² construídos;
- Campina Grande (PB) – CD regional, inaugurado em 2025, com terreno de 100.000 m²;
- Davinópolis (MA) – CD regional, anunciado em 2025, previsão de término das construções em 2026.

A empresa comercializa mais de 20 mil itens, como materiais de construção, agroveterinários, automotivos, produtos para escritório, pet shop e utilidades domésticas. O público-alvo são empresas (vendas B2B), com forte atuação no atacado regional.

## Expansão recente
A Bartofil tem ampliado sua presença no Norte e Nordeste. Em 4 de abril de 2025 foi inaugurado o centro de distribuição em Campina Grande (PB), com cerca de 27.000 m² construídos e investimento de aproximadamente R$100 milhões (recursos próprios). O empreendimento, em terreno próprio de 100.000 m², deve gerar cerca de 150 empregos diretos e outros 150 em parcerias comerciais e de transporte. A cerimônia contou com a presença do governador da Paraíba, João Azevêdo, e do prefeito de Campina Grande, Bruno Cunha Lima.
Poucos dias depois, foi anunciado o CD de Davinópolis (MA), com investimento de R$ 250 milhões e estimativa de mais de 500 empregos. O governador Carlos Brandão participou do anúncio e ressaltou a importância do empreendimento para a economia regional.

## Responsabilidade social e ambiental
Bartofil investe em projetos culturais, esportivos e sociais, especialmente em suas áreas de origem (MG) e atuação. Por meio de leis de incentivo fiscal, a empresa destina recursos a iniciativas comunitárias. Em 2020, anunciou a doação de R$ 1.225.000,00 para seis projetos locais de cultura, esporte e social (como bandas marciais e projetos infantis). Entre 2014 e 2019 já havia aplicado cerca de R$ 4.175.000,00 em projetos aprovados na área cultural, esportiva e social. Dentre os beneficiados estão corporações musicais, eventos teatrais e programas esportivos para crianças e jovens, além de repasses a fundos públicos (como o Fundo da Infância e Adolescência de Ponte Nova) voltados ao desenvolvimento comunitário.
Além disso, os novos centros de distribuição incorporam práticas ambientais avançadas. O CD de Campina Grande foi inaugurado com infraestrutura sustentável. Possui usina solar fotovoltaica para geração própria de energia, sistema de captação e reúso de água da chuva, estação de tratamento de esgoto própria e coleta seletiva de resíduos, além de iluminação em LED e telhas prismáticas para otimizar luz natural interna. Tais medidas foram destacadas pela empresa como “exemplo de sustentabilidade” para suas operações. A Bartofil também tem promovido projetos de reflorestamento local como compensação ambiental, plantando mudas nativas em áreas ao redor de seus centros em Minas Gerais. 

## Prêmios e reconhecimento
A Bartofil recebeu diversas premiações no setor de atacado, incluindo:
- Prêmio Valor 1000 (2018) — Melhor empresa do setor de “Comércio Atacadista e Exterior” pela revista Valor Econômico, integrando o seleto grupo das 25 melhores empresas do Brasil. O estudo foi conduzido por membros da Fundação Getúlio Vargas (FGV), do Valor Econômico e da Serasa Experian; [11]
- Prêmio Disco de Ouro (2025) — Concedido pela multinacional francesa Saint-Gobain, líder global em soluções para os setores da construção e da indústria, o prêmio reconhece o volume e a qualidade das vendas da Bartofil, bem como seu alinhamento com os princípios da Saint-Gobain, incluindo respeito ao meio ambiente, segurança no trabalho e compromisso com a inovação. [12]

Algumas de suas figuras históricas também receberam premiações por seus feitos:
- Antônio Bartolomeu — Medalha do Mérito Santos-Dumont (1990), Medalha da Inconfidência (2010); [13]
- Carlos Bartolomeu — Medalha da inconfidência (2018).[14]